# 3889 Menshikov
3889 Menshikov eller 1972 RT3 är en asteroid i huvudbältet som upptäcktes den 6 september 1972 av den sovjetisk-ryska astronomen Ljudmila Zjuravljova vid Krims astrofysiska observatorium på Krim. Den har fått sitt namn efter Aleksandr Mensjikov.
Asteroiden har en diameter på ungefär 13 kilometer och den tillhör asteroidgruppen Misa.